# Hermetia laeta
Hermetia laeta är en tvåvingeart som beskrevs av Meijere 1904. Hermetia laeta ingår i släktet Hermetia och familjen vapenflugor. Inga underarter finns listade i Catalogue of Life.